# Ulica Tadeusza Szeligowskiego w Lublinie
Ulica Tadeusza Szeligowskiego – arteria komunikacyjna w Lublinie łącząca rondo im. W. Pola i ul. Choiny z ul. Północną. To jedna z głównych dróg łączących centrum z dzielnicą Czechów Północny, dodatkowo na odcinku od al. Smorawińskiego do ul. Północnej stanowi granicę między dzielnicami Śródmieście i Czechów Południowy. Ma długość 1,5 km i  na odcinku od  ronda im. W. Pola do Al. M. Smorawińskiego jest dwujezdniowa. Przy ul. Szeligowskiego mieszczą się: Lubelska Izba Skarbowa i Drugi Urząd Skarbowy, natomiast w sąsiedztwie znajdują się: hipermarket Auchan Czechów, kościół pw. Najświętszej Maryi Panny Nieustającej Pomocy i biurowiec należący do Orange Polska.

## Komunikacja miejska
Ulicą kursują następujące linie autobusowe MPK – Lublin:
- na odcinku od Smorawińskiego do Północnej: 40;
- na odcinku od Ronda Pola do Smorawińskiego: 13, 26, 47, 74.